# Тиммер, Альберт
Альберт Тиммер (нидерл. Albert Timmer; род. 13 июня 1985, Грамсберген, община Харденберг, провинции Оверэйссел, Нидерланды) — нидерландский профессиональный шоссейный велогонщик, выступающий за команду мирового тура «Team Sunweb».

## Достижения
2007
2-й - Тур озера Цинхай - ГК
2010
8-й - Вольта Лимбург Классик
2012
1-й -  Тур Люксембурга - ГрК
2013
6-й - Münsterland Giro
2014
4-й - GP Impanis-Van Petegem
7-й - Стер ЗЛМ Тур - ГК
| ГК  | Генеральная классификация |
| ГрК | Горная классификация      |

## Статистика выступлений

### Гранд-туры
| Гонка           | 2009 | 2010 | 2011 | 2012 | 2013 | 2014 | 2015 | 2016 | 2017 |
| --------------- | ---- | ---- | ---- | ---- | ---- | ---- | ---- | ---- | ---- |
| Джиро д'Италия  | —    | —    | —    | —    | 129  | 87   | —    | 121  | —    |
| Тур де Франс    | 130  | —    | —    | 148  | 164  | 146  | 139  | 153  | 157  |
| Вуэльта Испании | —    | —    | 164  | —    | —    | —    | —    | —    | —    |

| — | Не участвовал |